# Champions Trophy 1982
Il Champions Trophy 1982-1983 è stata la 4ª edizione del torneo europeo di pallamano riservato alle squadre vincitrici, l'anno precedente, le coppe europee.

Esso è stato organizzato dall'International Handball Federation, la federazione internazionale di pallamano.

Il torneo è stato vinto dalla compagine tedesca orientale dell'HC Empor Rostock per la 1ª volta nella sua storia.

## Squadre qualificate
- Campione d'Europa in carica:  Budapest Honvéd FC
- Detentore della Coppa delle Coppe:  HC Empor Rostock

## Finale
| Campioni d'Europa  | Detentore Coppa delle Coppe | Risultato     |
| ------------------ | --------------------------- | ------------- |
| Budapest Honvéd FC | HC Empor Rostock            | Dortmund      |
| Budapest Honvéd FC | HC Empor Rostock            | 27 - 31 (dts) |

## Campioni
| Vincitore del Champions trophy 1982-1983 |
| ---------------------------------------- |
| HC Empor Rostock 1º titolo               |